# Вроджений імунітет
Вроджений імунітет (неспецифічний, природний, спадковий) — захисний фактор в тілі людини, що був сформований еволюційно і допомагає боротися з чужорідними антигенами. Також даний вид захисту зумовлює видову несприйнятливість людини до захворювань, які притаманні тваринам, рослинам.

## Формування вродженого імунітету
Неспецифічний захист є у кожної людини, він закріплений генетично, здатний передаватися у спадок від батьків. Видовою особливістю людини є те, що вона не сприйнятлива до ряду хвороб, характерних для інших видів. Для формування вродженого імунітету важливу роль відіграє внутрішньоутробний розвиток і грудне вигодовування після народження. Мати передає дитині важливі антитіла, які закладають основу його перших захисних сил.

## Фактори вродженого імунітету
Сукупність загальних факторів вродженого імунітету покликані створити певну лінію захисту організму від чужорідних агентів. Дана лінія складається з декількох захисних бар’єрів, які вибудовує організм на шляху патогенних мікроорганізмів:
Епітелій шкіри, слизові оболонки — первинні бар'єри, які мають колонізаційну резистентність. Внаслідок проникнення патогена розвивається запальна реакція.
Лімфатичні вузли — важлива захисна система, яка бореться з патогеном до впровадження його в систему кровообігу.
Кров — при попаданні інфекції в кров розвивається системна запальна відповідь, при якій задіюються спеціальні формені елементи крові. Якщо мікроби не гинуть в крові — інфекція поширюється на внутрішні органи.

## Властивості вродженого імунітету
Основною властивістю вродженого імунітету є постійна наявність в організмі природних антитіл, що забезпечують первинний захист на вторгнення патогенних організмів. Внаслідок цієї реакції організм отримує інформацію про чужорідні клітини, які потрапили до організму. Завдяки цій властивості вродженого імунітету створюється вже набутий імунітет, який при подальшому зіткненні з аналогічними патогенами вже буде готовий для ліквідації схожих чужорідних організмів, без залучення інших факторів захисту(запалення, фагоцитозу тощо).